# Alcàsser
Alcàsser là một đô thị ở comarca Horta Sud cộng đồng Valencia, Tây Ban Nha. Đô thị này có diện tích 9,01 km², dân số thời điểm năm 2006 là 8505 người.